# Jicaque (jezična porodica)
Jicaquean.- Malena porodice indijanskih jezika čiji je jedini član jezik Jicaque iz Hondurasa, departman Yoro, kojime se danas služi oko 300 Jicaque (Xicaque) ili Tol Indijanaca, od 19,000 etničkih. Jezik ima dva dijalekta: jicaque occidental ili zapadni i tol ili jicaque oriental, ili istočni. Porodica Jicaquean vodi se kao dio Velike porodice Hokan /phylum/.

## Vanjske poveznice
- Lengua Tol
- Tol
- Tol (Jicaque)  Arhivirana inačica izvorne stranice od 25. studenoga 2012. (Wayback Machine)